# Persone di nome Tom/Calciatori
| Questa pagina contiene informazioni ricavate automaticamente dalle voci biografiche con l'ausilio del template Bio e di un bot. L'aggiornamento è periodico e automatico e ricostruisce completamente la pagina. Se manca una persona in questa lista, sei pregato di non aggiungerla, ma accertati piuttosto che la sua voce biografica contenga il template Bio e che i dati anagrafici siano correttamente compilati. Se il template Bio manca, inseriscilo tu stesso o, in alternativa, metti l'avviso {{tmp\|Bio}} che ne segnala la mancanza. Se i dati riportati sono sbagliati, correggi direttamente la voce biografica; le modifiche saranno visibili in questa lista entro pochi giorni. Per chiarimenti vedi il progetto antroponimi. La lista contiene solo le 78 persone che sono citate nell'enciclopedia e per le quali è stato implementato correttamente il template Bio. Pagina aggiornata al 22 lug 2025. |

Questa è una lista di persone presenti nell'enciclopedia che hanno il nome Tom e sono calciatori.

## A(1)
- Tom Alexander, calciatore nordirlandese (Ballynashee, n. 1873 - † 1939)

## B(15)
- Tom Barlow, calciatore statunitense (Saint Louis, n. 1995)
- Tom Baumgart, calciatore tedesco (Freiberg, n. 1997)
- Tom Bennett, ex calciatore scozzese (Bo'ness, n. 1969)
- Tom Berhus, ex calciatore norvegese (n. 1975)
- Tom Beugelsdijk, calciatore olandese (L'Aia, n. 1990)
- Tom Bischof, calciatore tedesco (Aschaffenburg, n. 2005)
- Tom Blohm, calciatore norvegese (Oslo, n. 1920 - Oslo, † 2000)
- Tom Boere, calciatore olandese (Breda, n. 1992)
- Tom Bokern, ex calciatore statunitense (Saint Louis, n. 1946)
- Tom Boyd, ex calciatore scozzese (Glasgow, n. 1965)
- Tom Bradshaw, calciatore scozzese (Bishopton, n. 1904 - Liverpool, † 1986)
- Tom Erik Breive, ex calciatore norvegese (Steigen, n. 1980)
- Tom Brindle, calciatore inglese (Darwen, n. 1861 - † 1905)
- Tom Buer, ex calciatore norvegese (n. 1970)
- Tom Burridge, calciatore inglese (Londra, n. 1881 - Chatham, † 1965)

## C(1)
- Tom Cecic, ex calciatore jugoslavo (Croazia, n. 1941)

## D(3)
- Tom De Mul, ex calciatore e procuratore sportivo belga (Kapellen, n. 1986)
- Tom Ducrocq, calciatore francese (Nordausques, n. 1999)
- Tom De Sutter, ex calciatore belga (Gand, n. 1985)

## E(1)
- Tom Elliott, ex calciatore inglese (Leeds, n. 1990)

## F(3)
- Tom Farquharson, calciatore irlandese (Dublino, n. 1899 - † 1970)
- Tom Fellows, calciatore inglese (Solihull, n. 2003)
- Tom Finney, calciatore inglese (Preston, n. 1922 - Preston, † 2014)

## G(3)
- Tom Galati, ex calciatore statunitense (St. Louis, n. 1951)
- Tom Griffiths, calciatore gallese (Wrexham, n. 1906 - † 1981)
- Tom Gulbrandsen, ex calciatore norvegese (Modum, n. 1964)

## H(6)
- Tom Reidar Haraldsen, ex calciatore norvegese (n. 1980)
- Tom Hateley, ex calciatore inglese (Monte Carlo, n. 1989)
- Tom Hiariej, ex calciatore olandese (Winschoten, n. 1988)
- Tom Høgli, ex calciatore norvegese (Harstad, n. 1984)
- Tom Henning Hovi, ex calciatore norvegese (Gjøvik, n. 1972)
- Tom Howe, ex calciatore statunitense (Saint Louis, n. 1949)

## J(3)
- Tom Jacobsen, ex calciatore norvegese (n. 1954)
- Tom Johannessen, calciatore norvegese (Fredrikstad, n. 1933 - † 1991)
- Tom Juma Oundo, ex calciatore keniota (n. 1976)

## K(2)
- Tom Kouzmanis, ex calciatore canadese (East York, n. 1973)
- Tom Krauß, calciatore tedesco (Lipsia, n. 2001)

## L(4)
- Tom Lacoux, calciatore francese (Bordeaux, n. 2002)
- Tom Laterza, calciatore lussemburghese (Mondercange, n. 1992)
- Tom Lees, calciatore inglese (Warwick, n. 1990)
- Tom Louchet, calciatore francese (Manosque, n. 2003)

## M(3)
- Tom Manses, ex calciatore vanuatuano (n. 1978)
- Tom Miller, calciatore britannico (Motherwell, n. 1890 - † 1958)
- Tom Muyters, ex calciatore belga (Tongeren, n. 1984)

## N(2)
- Tom Naylor, calciatore inglese (Kirkby-in-Ashfield, n. 1991)
- Tom Erik Nordberg, calciatore norvegese (Levanger, n. 1985)

## P(5)
- Tom Parker, calciatore e allenatore di calcio inglese (Southampton, n. 1897 - Southampton, † 1987)
- Tom Pearce, calciatore inglese (Ormskirk, n. 1998)
- Tom Pettersson, calciatore svedese (Trollhättan, n. 1990)
- Tom Pietermaat, calciatore belga (n. 1992)
- Tom Pouilly, calciatore francese (Liévin, n. 2003)

## R(4)
- Tom Rapnouil, calciatore francese (Poissy, n. 2001)
- Tom Reyners, calciatore belga (Bree, n. 2000)
- Tom Rothe, calciatore tedesco (Rendsburg, n. 2004)
- Tom Rüsz Jacobsen, ex calciatore norvegese (Tjølling, n. 1953)

## S(12)
- Tom Sanne, ex calciatore norvegese (Bergen, n. 1975)
- Tom Scannell, calciatore irlandese (Youghal, n. 1925 - † 1993)
- Tom Schnell, ex calciatore lussemburghese (Lussemburgo, n. 1985)
- Tom Schou Henrichsen, ex calciatore norvegese (n. 1960)
- Tom Schütz, calciatore tedesco (Bamberg, n. 1988)
- Tom Siebenaler, calciatore lussemburghese (n. 1990)
- Tom Siwe, calciatore svedese (Jönköping, n. 1987)
- Tom Slončík, calciatore ceco (n. 2004)
- Tom Söderberg, ex calciatore svedese (Norrköping, n. 1987)
- Tom Strannegård, calciatore svedese (Stoccolma, n. 2002)
- Tom Sundby, ex calciatore norvegese (Larvik, n. 1960)
- Tom Søndergaard, calciatore danese (Copenaghen, n. 1944 - † 1997)

## T(3)
- Tom Tavares, calciatore capoverdiano (Tarrafal, n. 1987)
- Tom Tomake, calciatore vanuatuano (n. 1982)
- Tom Trybull, calciatore tedesco (Berlino, n. 1993)

## V(4)
- Tom Kristoffersen, calciatore e giocatore di beach soccer norvegese (Eidsvoll, n. 1976)
- Tom Van Hyfte, ex calciatore belga (Gand, n. 1986)
- Tom Vandenberghe, calciatore belga (Izegem, n. 1992)
- Tom van de Looi, calciatore olandese (Breda, n. 1999)

## W(3)
- Tom van Weert, calciatore olandese (Sint-Michielsgestel, n. 1990)
- Tom Weilandt, ex calciatore tedesco (Rostock, n. 1992)
- Tom Wilson, calciatore inglese (Seaham, n. 1896 - Barnsley, † 1948)